# داریو کولونیا
داریو کولونیا (آلمانی: Dario Cologna؛ زادهٔ ۱۱ مارس ۱۹۸۶) اسکی‌باز صحرانوردی اهل سوئیس است.
از افتخارات وی می‌توان به کسب ۴ مدال طلا در بازی‌های المپیک زمستانی اشاره کرد.